# Onthophagus canelasensis
Onthophagus canelasensis là một loài bọ cánh cứng trong họ Bọ hung (Scarabaeidae).